# 猪毛菜碱
猪毛菜碱（英語：Salsolidine，也译为猪毛菜定）是一种有机化合物，化学式为C12H17NO2。它可以2-(3,4-二甲氧基苯基)乙胺和六亚甲基四胺为原料，经多步反应制得。它和3,4-亚甲二氧基溴化苄在碳酸钠存在下反应，可以得到N-(3,4-亚甲二氧基苄基)猪毛菜碱。